# Saint-Léger-de-la-Martinière
Saint-Léger-de-la-Martinière är en kommun i departementet Deux-Sèvres i regionen Nouvelle-Aquitaine i västra Frankrike. Kommunen ligger i kantonen Melle som tillhör arrondissementet Niort. År 2018 hade Saint-Léger-de-la-Martinière 947 invånare.

## Befolkningsutveckling
Antalet invånare i kommunen Saint-Léger-de-la-Martinière
| Referens: INSEE |